# Jatoi
Jatoi é uma cidade do Paquistão localizada na província de Punjab.